# Bateria d'automòbil

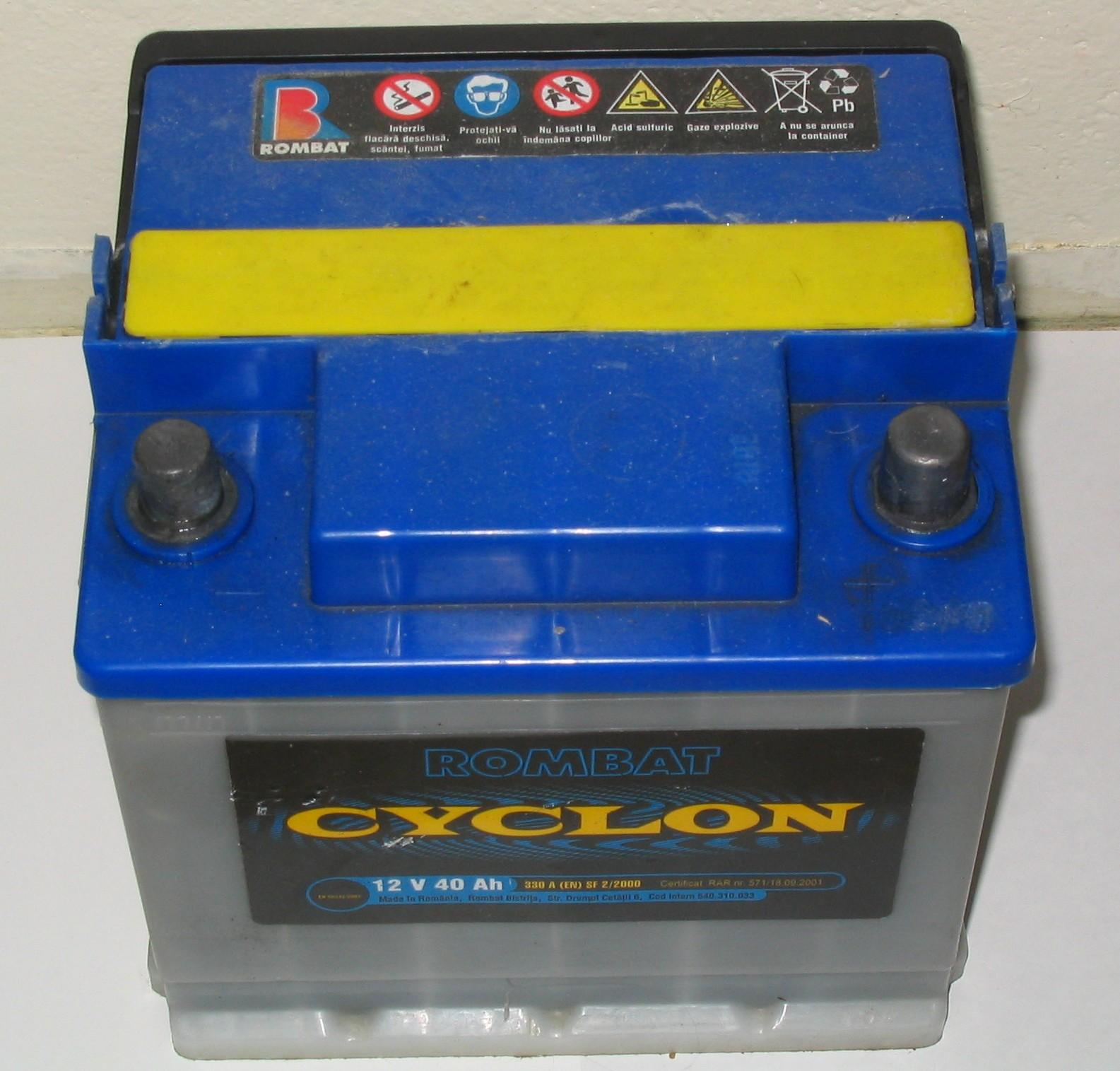
Bateria d'automòbil de plom-àcid de 12 V i 40 Ah

Una bateria d'automòbil és un tipus de bateria elèctrica recarregable que li proporciona energia elèctrica. Pot ser una bateria AEI (Arrancada - Enllumenat - Ignició) o una bateria de tracció (emprada com a font d'energia principal d'un vehicle elèctric).

## Bateries AEI (Arrancada - Enllumenat - Ignició)
Les bateries AEI normalment són de plom i àcid i proveeixen un voltatge de 12 volts nominals (de fet 12,6 volts) mitjançant la connexió en sèrie de sis cel·les cadascuna de les quals genera de 2 a 2,1 volts.)
La bateria de 12 V ha d'ésser capaç de fornir una intensitat elèctrica en descàrrega de valor 1/20è de la capacitat nominal indicada en A·h durant 20 hores a una temperatura de 25 °C a un voltatge superior al de tall que és de 10.5V, segons requereix la norma EN 60095-1 a l'apartat "20 hour capacity check".

## Característiques
En triar una bateria de substitució cal tenir en compte les següents característiques:
Mides(amplada x profunditat x alçada) Cal que la bateria càpiga en el receptacle que l'ha d'allotjar
Voltatge nominalsol ser de 12 volts.
Capacitat de càrregaen ampere-hora, etiquetat Ah
Potència de descàrregaen ampere, etiquetat A